# 纽韦尔老男孩竞技俱乐部
紐維爾舊生體育會（Club Atlético Newell's Old Boys），簡稱紐維爾舊生，是位於阿根廷聖大非省的羅薩里奧市的足球俱樂部，目前在阿甲聯賽比賽，同城對手為羅薩里奧中央。

## 歷史
球會於1903年成立，由羅薩里奧市一家英文高校的校友組成，球隊由英國人領導。球隊以英國國旗中米字旗的顏色作基礎，變成紅色和黑色。紐維爾舊生自成立以來已贏得五屆阿根廷頂級聯賽冠軍（1974、1988、1991、1992、2004）。
從紐維爾舊生出身的，計有巴蒂斯图塔、巴尔达诺、梅西等。

## 榮譽
- 阿根廷足球甲级联赛冠軍：1974、1987-88、1990-91、1992、2004

## 外部連結
- 紐維爾舊生球迷網站 （页面存档备份，存于） （西班牙文）
- nob.com.ar 球會官方網站（西班牙文）

1. ↑  http://www.newellsoldboys.com.ar/page/instalaciones/id/1/title/Estadio+Marcelo+A.+Bielsa/